# Hôtel de Pologne (Dresden)

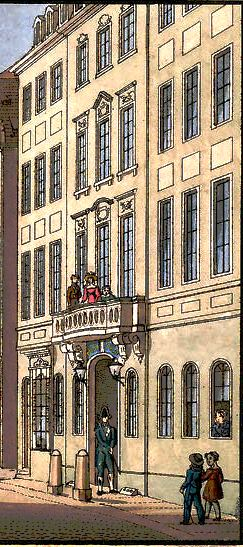
Johann Carl August Richter (1785–1853): Hotel Pologne, Fassade zur Schloßgasse

Das Hôtel de Pologne war ein Hotelgebäude an der nördlichen Ecke der Schloßstraße und der Großen Brüderstraße in Dresden, das in seiner ursprünglichen Form von 1767 bis 1869 bestand, in diesem Jahr umgebaut, 1945 zerstört und bis Anfang der 1950er Jahre abgebrochen wurde.

## Baugeschichte
Nach der Überlieferung durch den Dresdner Chronisten Johann Christian Hasche (1746–1827) war der Vorgängerbau des Hôtel de Pologne unter dem Namen Müllersches Traiteurhaus eines der angesehensten Häuser Dresdens. Der Kanzler Nikolaus Krell wohnte 1591 in diesem Haus, das am 15. Januar 1763 in den Besitz des kurfürstlich sächsischen Hof-Kommissars und späteren Hof-Küchenmeisters Friedrich Daniel Heß kam. Nach dem Abbruch der Vorderhäuser Schloßstraße 7 im Jahr 1766 wurde das Haus – von vornherein als Hotelbau konzipiert – neu gebaut, die Seitenfassade zur Großen Brüdergasse wurde auf 17 Fensterachsen erweitert, ein Seitengebäude an der Großen Brüdergasse war bereits 1753 errichtet worden. Heß berichtete am 30. März 1769, er habe:

„… die auf der Schloßgasse alhier nebeneinander gelegenen […] zween Häußer in denen Jahren 1766 und 1767 zu einer Auberge dem so genannten Hôtel de Pologne zur Zierde der Stadt mit schweren Kosten von Grund aus neu wieder aufgebaut.“

Die neue Schaufront auf dem Grundstück Schloßstraße 7 war neun Fensterachsen breit. Das Gebäude entstand nach Entwürfen von Samuel Locke im Stil des Rokoko.
Joseph Kaskele (um 1770–1807), Sohn von Jacob Kaskele (dem Gründer des Bankhaus Kaskel), betrieb zusammen mit seinem Schwiegervater Philipp Aaron ein Wechselgeschäft im Hotel de Pologne. Auch Christian Friedrich von Gregory besaß hier eine Bank.
1869 wurde die Fassadenfront an der Schloßstraße beim Umbau des Gebäudes für die Sächsische Bank zu Dresden nach Plänen von Karl Eberhard im Stil des Historismus grundlegend verändert und mit einem Erker versehen. Das Gebäude wurde 1945 zerstört.

## Baubeschreibung

### Fassade zur Schloßstraße
Ein Stich von Johann Carl August Richter zeigt die ehemalige Ostfassade zur Schloßstraße. Das Erdgeschoss hatte Rund- oder Stichbogenfenster. In der Mitte befand sich ein dreiachsiger Mittelrisalit mit einem breiten Korbbogenportal und aufwändigem Bauschmuck. So ruhte im ersten Obergeschoss auf vier schweren Rokoko-Konsolen ein breiter Balkon, der zu beiden Seiten hin abgestuft und in der Mitte konvex gerundet war. Die steinerne Brüstung war mit ovalen Öffnungen versehen. Die drei mittleren Fenster der drei Obergeschosse waren durch Fensterverdachungen betont. Über dem mittleren Fenster des ersten Stocks war eine Fensterverdachung mit Stichbogen angebracht, seitlich flankiert von jeweils einer geraden Fensterverdachung. Im zweiten Stock war über dem mittleren Fenster eine dreieckige Fensterverdachung angebracht, links und rechts davon befand sich wiederum jeweils eine gerade Fensterverdachung. Unter den mittleren Verdachungen waren einzelne Schmuckelemente angebracht.

### Fassade zur Großen Brüdergasse
Das mit einer Putznutung versehene, oben mit einem Gesims abgeschlossene Erdgeschoss der nach Süden gerichteten Fassade zur Großen Brüdergasse besaß Fenster mit Stichbogenabschluss. Das mittlere Portal war oben ebenfalls stichbogig geschlossen. Darüber schwang sich das Gesims des Erdgeschosses konvex nach oben empor. Im Zwischenraum befand sich eine Rokoko-Kartusche, die seitlich von Palmenwedeln und Blütenketten eingerahmt war. In der Mitte der langen Fassadenfront befand sich ein Mittelrisalit, der fünf Achsen breit und durch Lisenen gegliedert war. Dessen drei zentrale Achsen waren noch ein weiteres Mal herausgestuft. Alle Fenster zeigten fein profilierte Rahmungen. Am Mittelrisalit wurde der Bauschmuck besonders betont. Die beiderseits der Mittelachse angeordneten Fenster im ersten Obergeschoss hatten seitlich als Fensterverdachungen leere Dreiecksgiebel, denen mit Guttae versehene Konsolen und Putzfelder unterlegt waren. In der Mitte befand sich als Fensterverdachung ein Segmentbogen. Das Gebäude war mit einem Mansarddach mit einer Reihe stehender Dachgauben gedeckt.

## Berühmte Gäste
- Johann Georg Schrepfer, 1774
- Maria Theresia Paradis, 2. bis ca. 27. März 1786
- Wolfgang Amadeus Mozart, 12. bis 17. April 1789
- Johann Strauss (Vater), 1834
- Johann Strauss (Sohn), 1852